# Trifu Cocora
Trifu Cocora (n. 13 ianuarie 1882, Jamu Mic - d. 13 noiembrie 1975, Timișoara) a fost un deputat în Marea Adunare Națională de la Alba Iulia, organismul legislativ reprezentativ al „tuturor românilor din Transilvania, Banat și Țara Ungurească”, cel care a adoptat hotărârea privind Unirea Transilvaniei cu România, la 1 decembrie 1918 .

## Biografie
A urmat studiile Institutului Teologic-Pedagogic din Caransebeș.
Trifu Cocora a participat la Marea Adunare Națională de la Alba Iulia ca delegat titular al cercului electoral Iosifalău și a fost preot în Partoș până în 1948.